# 西南航空812號班機事故
2011年4月1日，西南航空812号班机在凤凰城天港国际机场起飞后不久即发生爆炸性减压，飞机最终成功迫降。